# Кёлер, Луи
Кристиан Луи Генрих Кёлер (нем. Christian Louis Heinrich Köhler; 5 сентября 1820, Брауншвейг, герцогство Брауншвейг, — 16 февраля 1886, Кёнигсберг, Германия) — немецкий композитор и музыковед, более известный как преподаватель игры на фортепиано.

## Биография
Учился музыке в Брауншвейге у А. Зоннемана (фортепиано), Людвига Цинкейзена и его сына Кристиана (скрипка), Йозефа Адольфа Лейброка (теория и гармония). В 1839—1843 годах продолжил учебу в Вене. Здесь он изучал теорию и композицию у Симона Зехтера и Игнаца фон Зайфрида, а игру на фортепиано у Карла Марии фон Боклета, к которому ему дал рекомендацию Карл Черни.
В 1843—1847 годах служил капельмейстером в театрах Мариенбурга, Эльбинга и Кёнигсберга. С 1847 года активно работал в Кёнигсберге как учитель фортепиано и хоровой дирижёр (среди его учеников, в частности, Герман Гётц). Позднее Кёлер стал директором школы, где обучали игре на фортепиано и теории. Как преподаватель фортепиано он был настолько популярен, что для лучшего удовлетворения спроса ему пришлось организовать кружок.
В качестве музыкального критика в середине 1840-х гг. сотрудничал с газетой Signale für die musikalische Welt, далее писал для весьма солидной кёнигсбергской газеты Hartungsche Zeitung и вёл обширную журналистскую работу.
Издал множество произведений для фортепиано, в том числе Франца Шуберта и Людвига ван Бетховена, а также полное собрание К. М. фон Вебера.
Сам Кёлер написал 314 произведений, в том числе музыку к спектаклю «Елена» по Еврипиду, оперы «Принц и художник», «Мария Долорес», «Жиль Блаз», а также балет «Волшебный композитор». Ныне творчество Кёлера практически забыто, однако в XXI веке его работы по обучению игре на фортепиано оказались востребованы вновь.

## Избранные сочинения
- Die Melodie der Sprache in ihrer Anwendung besonders auf das Lied und die Oper. — Leipzig, 1853.
- Systematische Lehrmethode für Clavierspiel und Musik.
  - I. Teil: Die Mechanik als Grundlage der Technik.
  - II Teil: Musiklehre — Tonschriftwesen — Metrik — Harmonik. — Leipzig, 1857.
- Führer durch den Klavierunterricht. — Leipzig, 1858.
- Der Clavierunterricht. Studien, Erfahrungen und Ratschläge. Dritte, verbesserte und vermehrte Auflage. — Leipzig: Verlagsbuchhandlung von J. J. Weber, 1868 (EA, 1860; 2. Auflage, 1861)[3].
- Die neue Richtung in der Musik. — Leipzig, 1864.
- Volkstänze aller Nationen der Erde als bildende Übungs- und Unterhaltungsstücke für das Pianoforte in stufenweiser Folge vom Leichten zum Schweren bis zur höheren Ausbildung. / Einger., geordn., mit Fingersatz u. Vortragsbez. vers. u. hrsg. von Louis Köhler. — Braunschweig, 1876.
- Leichtfaßliche Harmonie- und Generalbaßlehre. — 3. Auflage, 1880.
- Praktische Klavier-Schule Opus 300. — Leipzig, 1880.
- Allgemeine Musiklehre für Lehrende und Lernende. — Leipzig, 1882.
- Theorie der musikalischen Verzierungen für jede praktische Schule, besonders für Clavierspieler.